# Leptomerycidae
Los leptomerícidos (Leptomerycidae) son una familia extinta de mamíferos del orden Artiodactyla. Habitaron en América del Norte desde el Eoceno hasta el Mioceno.

## Taxonomía
La familia fue creada por Karl Alfred von Zittel en 1893. Leptomerycidae se clasifica en la superfamilia Traguloidea.
- Género Leptomeryx Leidy, 1853 [del Eoceno medio al Mioceno inferior de América del Norte]
- Género Pseudoparablastomeryx Frick, 1937 [Mioceno de América del Norte]
- Género Pronodens Koerner, 1940 [del Eoceno medio al Oligoceno superior de América del Norte]

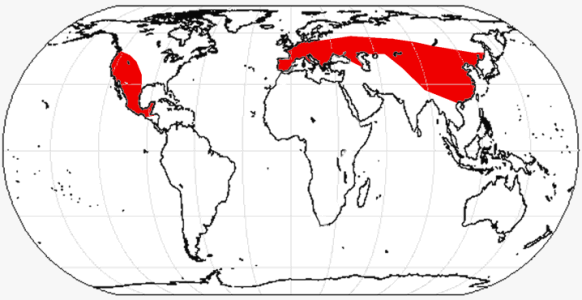
Distribución de la subfamilia Leptomerycinae según el registro fósil.

- Género Hendryomeryx Black, 1978 [del Eoceno medio al Oligoceno inferior de América del Norte]